# Amsacta nivea
Amsacta nivea là một loài bướm đêm thuộc phân họ Arctiinae, họ Erebidae.